# Marcos Rotta
Marcos Rotta (Cianorte, 11 de março de 1967) é jornalista, publicitário, radialista, apresentador de TV e político brasileiro, filiado ao Progressistas (PP). Nascido no Paraná, possui carreira política no Amazonas. Foi vice-prefeito de Manaus de 2017 até 2025, servindo das gestões dos prefeitos Arhut Neto e David Almeida. De 16 de agosto a  31 de dezembro de 2018, licenciado da função de vice-prefeito de Manaus, ocupou o cargo de secretário de Estado da Região Metropolitana de Manaus.

## Carreira
Marcos é graduado em marketing e varejo pelo Centro Universitário Nilton Lins, com especialização em Direito do consumidor. De 1996 a 2017 foi apresentador do Programa Exija Seus Direitos. Iniciou sua vida profissional como apresentador de telejornal na TV Timon, no município homônimo. Também na capital maranhense teve sua primeira experiência em rádio, na Mirante FM. Foi chefe de gabinete da Secretaria de Comunicação do Estado do Amazonas em 1994. 
Em 1998 foi eleito pela primeira vez deputado estadual, na ocasião filiado ao Partido Social Democrata Cristão (PSDC), recebendo 12.552 votos. Foi reeleito em 2002, recebendo 32.741 votos. Em 2006, já filiado ao Partido do Movimento Democrático Brasileiro (PMDB), foi mais uma vez reeleito deputado estadual, desta vez com 32.178 votos. Em 2010 foi novamente reeleito para a Assembleia Legislativa, com 47.090 votos. Em 2014 foi eleito Deputado Federal, recebendo 117.955 votos.
Em seu primeiro ano na Câmara dos Deputados, Marcos Rotta assumiu uma das vice-lideranças do PMDB. Ainda em 2015 presidiu a Comissão Parlamentar de Inquérito (CPI) que investigou irregularidades em contratos do Banco Nacional de Desenvolvimento Econômico e Social (BNDES). No mesmo ano foi membro titular da Comissão de Defesa do Consumidor da Câmara e integrou a comissão especial que proferiu parecer favorável a PL 3722/2012, que disciplina as normas sobre aquisição, posse, porte e circulação de armas de fogo e munições. Atuou como membro titular da Comissão Especial que discute a Lei Geral de Telecomunicações, vice-presidente da subcomissão vinculada ao Código de Defesa do Consumidor que analisa a qualidade dos serviços de telefonia e preside a Frente Parlamentar em Prol da Recuperação da BR-319.
No pleito de 2016, ao compor chapa com o tucano Arthur Virgílio Neto, foi eleito vice-prefeito da cidade de Manaus. Por 11 meses, no período de 23 de maio de 2017 a 5 de abril de 2018, acumulou o cargo de secretário municipal de Infraestrutura. Em junho de 2017, anunciou sua filiação ao PSDB. Após 13 meses no ninho tucano, Rotta assinou a desfiliação da legenda no dia 7 de agosto de 2018 por desincompatibilidade de interesses. Em pauta extraordinária do dia 13 de agosto de 2018, a Câmara Municipal de Manaus (CMM) promulgou o Projeto de Decreto Legislativo (PDL) nº 024/2018 da Mesa Diretora que autorizou o vice-prefeito de Manaus, Marcos Rotta, a licenciar-se do cargo, até 31 de dezembro de 2018, para assumir a Secretaria de Estado da Região Metropolitana de Manaus (SRMM). No dia 16 de agosto de 2018, a convite do governador Amazonino Mendes, assumiu a SRMM, onde atuou por quatro meses na execução do projeto que revitalizou quase 200 quilômetros da malha viária da cidade de Manaus. 

## Atividades parlamentares

### Câmara dos Deputados
Comissão permanente
Comissão de Defesa do Consumidor (CDC): titular, 3/3/2015 a 3/5/2016; vice-presidente, 3/5/2016 a atualmente
Comissão de Constituição e Justiça e de Cidadania (CCJC): titular, 22/4/2015 a 23/4/2015
Comissão de Defesa do Consumidor (CDC): titular, 23/4/2015 a 2/2/2016
Comissão especial
PL 7446/14 - Aprimorar os direitos da criança: titular
PL 3722/12 - Desarmamento: titular, 17/3/2015
PL 4238/12 - Piso salarial de vigilantes: suplente, 18/3/2015
PL 6789/13 - Telecomunicações: titular, 9/6/2015
Comissão Parlamentar de Inquérito
CPI - BNDES: presidente, 6/8/2015 - 25/2/2016

### Assembleia Legislativa do Amazonas
Comissão permanente
Comissão de Segurança Pública e Cidadania: presidente, 1999-1999
Comissão de Economia, Finanças e Orçamento: membro, 1999-1999
Comissão de Defesa do Consumidor: vice-presidente, 1999-1999
Comissão da Zona Franca de Manaus: membro, 2000-2000
Comissão de Assuntos Amazônicos, Meio Ambiente, Recursos Minerais e Hídricos: membro, 2000-2000
Comissão Técnica e Permanente de Defesa do Consumidor: presidente, 2001-2014
Mesa Diretora: segundo secretário, 2003-2003
Comissão de Orçamento, Finanças e Tributação: membro, 2003-2003
Comissão de Defesa Social: membro, 2003-2003
Mesa Diretora: segundo(a) vice-presidente, 2009-2009
Mesa Diretora:primeiro vice-presidente, 2011-2011.
Comissão Parlamentar de Inquérito
CPI da Telefonia: presidente, 26/08/2013 a 20/02/2014

### Conselhos
- Membro de Conselho: Conselho Estadual de Defesa do Consumidor (Condecon), Manaus, AM, 2011 a 2014.